# Futbol'nyj Klub Arsenal Tula 2014-2015
Questa voce raccoglie rosa, risultati e statistiche dell'Arsenal Tula nella stagione 2014-2015.

## Stagione
Ritornato in Prem'er-Liga dopo appena una stagione, retrocesse immediatamente finendo all'ultimo posto.
In Coppa di Russia riuscì arrivare fino ai quarti di finale superando Volgar' Astrachan' (club di seconda serie battutuo 1-0 in trasferta) e persino lo Zenit San Pietroburgo che si sarebbe laureato campione di Russia pochi mesi dopo (vittoria esterna 3-2 ai supplementari), ma fu sconfitto in casa dal Gazovik Orenburg (1-0, di nuovo ai supplementari).

## Rosa
| N. |                        | Ruolo | Calciatore                     |
| -- | ---------------------- | ----- | ------------------------------ |
| 1  | Russia (bandiera)      | P     | Aleksandr Filimonov (capitano) |
| 2  | Russia (bandiera)      | D     | Ivan Ershov                    |
| 3  | Russia (bandiera)      | D     | Ivan Lozenkov                  |
| 4  | Russia (bandiera)      | D     | Andrej Vasil'ev                |
| 5  | Russia (bandiera)      | D     | Anri Chaguš                    |
| 7  | Russia (bandiera)      | C     | Aleksandr Zotov                |
| 8  | Russia (bandiera)      | D     | Sergej Sucharev                |
| 9  | Bielorussia (bandiera) | C     | Vladimir Korytko               |
| 10 | Russia (bandiera)      | C     | Sergej Kuznecov                |
| 14 | Russia (bandiera)      | C     | Sergey Maslov                  |
| 16 | Russia (bandiera)      | P     | Sergey Kotov                   |
| 18 | Montenegro (bandiera)  | C     | Mladen Kašćelan                |
| 19 | Russia (bandiera)      | D     | Evgeni Osipov                  |

| N. |                       | Ruolo | Calciatore         |
| -- | --------------------- | ----- | ------------------ |
| 20 | Russia (bandiera)     | A     | Rinat Timokhin     |
| 22 | Slovacchia (bandiera) | D     | Lukáš Tesák        |
| 23 | Russia (bandiera)     | D     | Igor Kaleshin      |
| 24 | Russia (bandiera)     | C     | Dmitri A. Smirnov  |
| 28 | Russia (bandiera)     | C     | Vladislav Ryzhkov  |
| 30 | Russia (bandiera)     | P     | Maksim Klikin      |
| 38 | Russia (bandiera)     | A     | Artur Maloyan      |
| 48 | Russia (bandiera)     | A     | Aleksandr Kut'in   |
| 77 | Russia (bandiera)     | C     | Maksim Lepskiy     |
| 90 | Russia (bandiera)     | C     | Andrej Ljach       |
| 99 | Slovacchia (bandiera) | P     | Ján Mucha          |
|    | Russia (bandiera)     | P     | Aleksey Skornyakov |

## Risultati

### Campionato
| Arbitro: | Aleksej Nikolaev |

|  |           |                                     |
|  | Marcatori | 9’ 69’ Criscito 18’ Rondon 36’ Hulk |

| Tula 10 agosto 2014 2ª giornata | Arsenal Tula | 0 – 2 referto | Lokomotiv Mosca | Stadio Arsenal |

| Tula 13 agosto 2014 3ª giornata | Arsenal Tula | 0 – 0 referto | Rubin | Stadio Arsenal |

| Tula 17 agosto 2014 4ª giornata | Arsenal Tula | 1 – 2 referto | Dinamo Mosca | Stadio Arsenal |

| Groznyj 22 agosto 2014 5ª giornata | Terek Groznyj | 3 – 0 referto | Arsenal Tula | Achmat-Arena |

| Tula 30 agosto 2014 6ª giornata | Arsenal Tula | 0 – 1 referto | Kuban' | Stadio Arsenal |

| Chimki 13 settembre 2014 7ª giornata | CSKA Mosca | 2 – 1 referto | Arsenal Tula | Arena Chimki |

| Tula 19 settembre 2014 8ª giornata | Arsenal Tula | 0 – 1 referto | Mordovija | Stadio Arsenal |

| Krasnodar 28 settembre 2014 9ª giornata | Krasnodar | 3 – 0 referto | Arsenal Tula | Stadio Kuban' |

| Tula 19 ottobre 2014 10ª giornata | Arsenal Tula | 1 – 1 referto | Rostov | Stadio Arsenal |

| Ekaterinburg 24 ottobre 2014 11ª giornata | Ural | 1 – 0 referto | Arsenal Tula | Manež Ural |

| Ramenskoe 3 novembre 2014 12ª giornata | Torpedo Mosca | 0 – 1 referto | Arsenal Tula | Saturn Stadium |

| Mosca 9 novembre 2014 13ª giornata | Spartak Mosca | 2 – 0 referto | Arsenal Tula | Otkrytie Arena |

| Tula 23 novembre 2014 14ª giornata | Arsenal Tula | 4 – 0 referto | Amkar Perm' | Stadio Arsenal |

| Tula 29 novembre 2014 15ª giornata | Arsenal Tula | 1 – 2 referto | Ural | Stadio Arsenal |

| Tula 2 dicembre 2014 16ª giornata | Arsenal Tula | 0 – 1 referto | Ufa | Stadio Arsenal |

| Rostov sul Don 8 dicembre 2014 17ª giornata | Rostov | 0 – 1 referto | Arsenal Tula | Stadio Olimp-2 |

| Kazan' 9 marzo 2015 18ª giornata | Rubin | 1 – 0 referto | Arsenal Tula | Stadio Rubin |

| Mosca 14 marzo 2015 19ª giornata | Lokomotiv Mosca | 0 – 1 referto | Arsenal Tula | RZD Arena |

| Mosca 21 marzo 2015 20ª giornata | Arsenal Tula | 1 – 4 referto | CSKA Mosca | Sapsan Arena |

| Tula 5 aprile 2015 21ª giornata | Arsenal Tula | 1 – 3 referto | Torpedo Mosca | Stadio Arsenal |

| Tula 9 aprile 2015 22ª giornata | Arsenal Tula | 1 – 0 referto | Spartak Mosca | Stadio Arsenal |

| Saransk 12 aprile 2015 23ª giornata | Ufa | 0 – 1 referto | Arsenal Tula | Start Stadion |

| Perm' 20 aprile 2015 24ª giornata | Amkar Perm' | 0 – 1 referto | Arsenal Tula | Stadio Zvezda |

| Arbitro: | Vladimir Moskalev |

|            |           |  |
| Witsel 17’ | Marcatori |  |

| Mosca 4 maggio 2015 26ª giornata | Arsenal Tula | 0 – 3 referto | Krasnodar | Stadio Lokomotiv |

| Saransk 11 maggio 2015 27ª giornata | Mordovija | 1 – 0 referto | Arsenal Tula | Start Stadion |

| Tula 16 maggio 2015 28ª giornata | Arsenal Tula | 1 – 1 referto | Terek Groznyj | Stadio Arsenal |

| Chimki 24 maggio 2015 29ª giornata | Dinamo Mosca | 2 – 2 referto | Arsenal Tula | Arena Chimki |

| Krasnodar 30 maggio 2015 30ª giornata | Kuban' | 5 – 1 referto | Arsenal Tula | Stadio Kuban' |

### Coppa di Russia
| Astrachan' 24 settembre 2014 Sedicesimi di finale | Volgar' Astrachan' | 0 – 1 referto | Arsenal Tula | Stadio Centrale di Kazan' |

| San Pietroburgo 29 ottobre 2014 Ottavi di finale                                       | Zenit San Pietroburgo | 2 – 3 referto                  | Arsenal Tula | Stadio Petrovskij |
| \| \| \| \| \| Aršavin 20’ Rodić 71’ \| Marcatori \| 81’, 90+1’ Smirnov 92’ Maloyan \| |                       |                                |              |                   |
|                                                                                        |                       |                                |              |                   |
| Aršavin 20’ Rodić 71’                                                                  | Marcatori             | 81’, 90+1’ Smirnov 92’ Maloyan |              |                   |

| Tula 3 marzo 2015 Quarti di finale | Arsenal Tula | 0 – 1 referto | Gazovik Orenburg | Stadio Arsenal |